# FUTURE KISS
《FUTURE KISS》(퓨처 키스)는 2010년 11월 17일 발매인 쿠라키 마이의 9번째 정규 음반이다.

## 해설
- 오리지널 앨범으로 전 작품 《touch Me!》로부터 약 1년 10개월 만에 발배됐다.
- CD로는 싱글 곡 〈Revive〉, 〈Beautiful〉, 〈Drive me crazy〉, 〈SUMMER TIME GONE〉, 베스트 음반 《ALL MY BEST》에서의 〈내가, 모르는, 나.〉, 싱글의 커플링 곡에 해당하는 〈wana〉, 〈anywhere〉의 7곡과 신곡 6곡을 더한 총13곡을 수록.
- 통상반과 초회한정반, 공통된 특전으로 《10th Anniversary Mai Kuraki Live Tour 2009 "BEST" HAPPY HAPPY HALLOWEEN LIVE》로 처음 선보인 〈boyfriend〉를 수록한 디스크와, 라이너 노츠가 봉입.
- 초회한정반 부속인 특전 DVD로는, 2010년의 구라키 마이가 2020년의 쿠라키 마이를 향해서 보내는 타임 캡슐 뮤비를 수록.
- 고지 포스터나 TV CM 등에서 “매일 미래에 키스 있다.”라는 캐치프레이즈가 사용됐다.
- 앨범의 컨셉트는 〈눈물 후의 희망〉. “실연 등의 괴로운 장면에 부디쳤을 때는,  꿈이나 자신의 미래상을 가진 것이 소중해”라는 메시지가 부르고 있다[1].
- 처음 발매일은 2010년 10월 20일이였지만 제작의 도합 상 약 1개월 늦어졌다. 그것에 따라서, 특전 CD와 라이너 노츠의 봉입이 발표됐다.
- 작곡가로, doa의 토쿠나가 아키히토가 〈꿈이 피는 봄〉 이래로  약 2년 반만에 사용됐다.
- 〈Tomorrow is the last Time〉은 《SUMMER TIME GONE》 이래로 13번째인 《명탐정 코난》과의 타이업곡. 엔딩 테마로는 〈하얀 눈〉 이래로 약 4년 만에 5번째 타이업이 됐다.

## 수록곡
1. FUTURE KISS
  - 작사: 쿠라키 마이, 작곡: 모치즈키 유에, 히라가 타카히로, 편곡: 오자와 마사즈미
2. wana
  - 작사: 쿠라키 마이, 작곡 · 편곡: Silver Stream

32번째 싱글 〈Beautiful〉의 커플링곡
3. Revive
  - 작사: 쿠라키 마이, 작곡: 오노 아이카, 편곡: 미구엘 사 페소아

31번째 싱글 〈PUZZLE／Revive〉의 2번째곡
요미우리 TV · 닛폰 TV계 전국 넷 애니메이션 《명탐정 코난》 오프닝 테마
4. 내가, 모르는, 나. (precious ver.)(わたしの、しらない、わたし。 〜precious ver.〜)
  - 작사: 쿠라키 마이, 작곡: 모치즈키 유에, 편곡: 이케다 다이스케

베스트 음반 《ALL MY BEST》 수록곡의 다른 버전
고세 에스프리끄 프레셔스 CM송
닛폰 TV계 《슷키리!!》 9월 테마송
5. SUMMER TIME GONE
  - 작사: 쿠라키 마이, 작곡: 오노 아이카, 편곡: 하야마 타케시

34번째 싱글
고세 에스프리끄 프레셔스 CM송
요미우리 TV · 닛폰 TV계 전국 넷 애니메이션 《명탐정 코난》 오프닝 테마
6. I scream!
  - 작사: 쿠라키 마이, 작곡 · 편곡: 토쿠나가 아키히토
7. Drive me crazy
  - 작사: 쿠라키 마이, 작곡 · 편곡: Silver Stream

33번째 싱글 〈영원함보다 길게/Drive me crazy〉의 2번째곡
닛폰 TV 《히어로즈 시즌 3》 테마송
8. I can do it now
  - 작사: 쿠라키 마이, 작곡: 우치이케 히데카즈, 편곡: 이케다 다이스케

NHK 어학방송 《리틀 차로 2》 주제가
9. Beautiful (comfortable ver.)
  - 작사: 쿠라키 마이, 작곡 · 편곡: 송양하

32번째 싱글의 다른 버전
KOSE COSMEPORT 살롱스타일 CM송
닛폰 TV계 《슷키리!!》 6월 테마송
10. I promise
  - 작사: 쿠라키 마이, 작곡: 오노 아이카, 편곡: 오카모토 히토시
11. sound of rain
  - 작사: 쿠라키 마이, 작곡 · 편곡: 토쿠나가 아키히토

피아노와 보컬의 심플한 스타일로 시작되는 발라드.
12. Tomorrow is the last Time
  - 작사: 쿠라키 마이, 작곡: 오노 아이카, 편곡: 하야마 타케시

요미우리 TV · 닛폰 TV계 전국 넷 애니메이션 《명탐정 코난》 엔딩 테마
13. anywhere
  - 작사: 쿠라키 마이, 작곡 · 편곡: 존 케린, 페리 게이어

34번째 싱글 〈SUMMER TIME GONE〉의 커플링곡
항공 100년 이미지송

### 특전 DVD(초회한정반)
1. Mai Kuraki Time Capsule Movie

### 특전 CD
1. boyfriend
  - 작사: 쿠라키 마이, 작곡: 로드니 "다크차일드" 저킨스

고세 에스프리끄 프레셔스 CM송

## 프로모션 활동

### TV 출연
- MUSIC FAIR(2010년 10월 30일 방송, 후지 TV)
- 신 도모토 형제(2010년 11월 7일 방송, 후지 TV)
- SMAP×SMAP(2010년 11월 15일 방송, 간사이 TV 후지 TV)
- 우리들의 음악(2010년 11월 19일 방송, 후지 TV)
- 비밀의 아라시짱!(2010년 11월 25일 방송, TBS)
- MUSIC JAPAN(2010년 11월 28일 방송, NHK)
- 2010 FNS 가요제(2010년 12월 4일 방송, 후지 TV)
- Music Lovers(2010년 12월 12일 방송, 닛폰 TV)

※지상파만

### 라디오 출연
- ON8, (2010년 11월 9일 방송, bayfm)
- 쿠라키 마이의 올나이트닛폰, (2010년 11월 17일 방송, 닛폰 방송)
- 아사히 맥주 presents MUSIC FLAG, (2010년 11월 21일 방송, TOKYO FM)

### 발매 이벤트
- 미니 라이브&미니 토크 이벤트(2010년 11월 20일, 도쿄 라조나 가와사키 루퍼 광장 그랜드 스테이지)
  - 참가자에게는 “FUTURE KISS ORIGINAL LETTER SET”가 배포됐다.